# 马丁·辛科维奇
马丁·辛科维奇（1989年11月10日—），克罗地亚男子赛艇运动员。他曾代表克罗地亚参加2012年、2016年和2020年夏季奥林匹克运动会赛艇比赛，获得二枚金牌和一枚银牌。

## 家庭
哥哥瓦伦特·辛科维奇。